# Квантовая диссипация
Квантовая диссипация — раздел физики, изучающий квантовые аналоги процесса необратимой потери энергии, наблюдаемого на классическом уровне. Основная задача этого раздела — вывести классические законы диссипации, используя квантовую механику.

## Модели
Основной проблемой для решения диссипации на квантовом уровне является способ предусмотреть механизм необратимой потери энергии. Квантовая механика обычно имеет дело с гамильтоновыми системами, в которых полная энергия системы сохраняется. Так что, в принципе, описать диссипацию в рамках этого формализма невозможно.
Идея, преодолевающая эти трудности, состоит в разделении полной системы на 2 части: квантовая система, в которой происходит диссипация, и так называемая среда (или термостат), куда будет перетекать энергия первой системы. То как эти две системы связаны, зависит от деталей микроскопической модели, и, следовательно, описания среды (термостата).
Самый простой способ моделирования среды (термостата) был предложен Фейнманом и Верноном в статье 1963 г.

### Модель Калдейры — Легетта
В 1981 г. А. Калдейра и Э. Легетт предложили простую модель для изучения в деталях как на квантовом уровне проистекает диссипация. Эта модель описывает квантовую частицу в одном измерении; частица связана с термостатом. Гамильтониан системы имеет вид:
{\displaystyle H={\frac {P^{2}}{2M}}+V(X)+\sum _{i}\left({\frac {p_{i}^{2}}{2m_{i}}}+{\frac {1}{2}}m_{i}\omega _{i}^{2}q_{i}^{2}\right)+X\sum _{i}{C_{i}q_{i}}+X^{2}\sum _{i}{\frac {C_{i}^{2}}{2m_{i}\omega _{i}^{2}}}},
Первые два слагаемых — гамильтониан частицы массы {\displaystyle M}, импульсом {\displaystyle P} и координатой {\displaystyle X}, находящейся в потенциале {\displaystyle V}. Третье слагаемое описывает термостат как сумму бесконечного числа гармонических осцилляторов с массами {\displaystyle m_{i}}, импульсами {\displaystyle p_{i}}и координатой {\displaystyle q_{i}}. {\displaystyle \omega _{i}} — частоты гармонических осцилляторов. Четвёртое слагаемое описывает взаимодействие системы и термостата.

### Диссипативная двухуровневая система
Диссипативная двухуровневая система является частным случаем модели Калдейры — Легетта. Задача модели — изучить эффекты диссипации в динамике частицы, которая может находиться в двух позициях.
{\displaystyle H=\Delta S_{x}+\sum _{i}\left({\frac {p_{i}^{2}}{2m_{i}}}+{\frac {1}{2}}m_{i}\omega _{i}^{2}q_{i}^{2}\right)+S_{z}\sum _{i}{C_{i}q_{i}}},